# 김종호 (1916년)
김종호(1916년 8월 2일 ~ 2003년 11월 21일)는 대한민국의 비전향 장기수이다.

## 생애
경상북도 김천군 남면에서 태어나 홀어머니 슬하의 그다지 넉넉하지 못한 형편에서 자랐다. 김천고등보통학교를 졸업하고 금융조합 서기로 채용되어 직장에 다니면서 생활하다가 만주로 이주하였다.
만주에서 태평양 전쟁 종전을 맞은 뒤 김일성의 측근인 강건, 림춘추 등이 옌볜 지역에서 사업할 때 참여하였고 1946년에는 소군정 지역인 함경북도 청진시로 들어갔다. 청진에서 제철기계공업사의 경리과장으로 근무하였고 함경북도 소비조합 기획부장을 역임하였다. 한국 전쟁 때는 평양에서 조선소비조합 중앙위원회 기획부장에 오르는 등 경제 전문가로 활동하였다.
1957년에 공작원으로 남파되었고 기업체를 운영하면서 대구를 중심으로 활동하다가 1961년 11월에 체포되었다. 공작원 활동 기간이 4년 가량으로 꽤 긴 편에 속한다. 군법회의에 회부되어 1964년에 무기징역형 선고가 확정되어 장기수로 복역하였다.
수감 기간 중에 전향을 권유받았다. 김종호의 김해 김씨 친척과 김천고보 동창 가운데는 성공한 인물이 많아 회유하기도 했었고 형과 조카딸이 김종호를 도와주었다는 이유로 감옥살이를 하는 등 어려움이 많았으나 신념을 굽힐 수 없다면서 전향하지 않았다.
1991년에 회복 가능성이 없는 노약자로 분류되어 약 30년간 수감 생활을 마치고 허영철과 함께 출소하였다. 김종호는 가정이 북조선에 있어 마땅히 갈 곳이 없었고 고령에 건강도 좋지 않았다. 양로원을 거쳐  거주지를 마련하였고 출소한 비전향 장기수 가운데 젊은 층에 속하는 김창원에게 간호받으면서 생활하였다.
2000년 6·15 남북 공동선언에 의거해 조선민주주의인민공화국으로 송환되어 가족과 다시 만났다. 송환 3년 후인 2003년에 송환된 장기수 가운데 네 번째로 사망하였다. 송환 직후 다른 장기수들과 함께 조국통일상을 받았고 사망 후에는 애국렬사릉에 안장되었다.

## 문학 작품
조선민주주의인민공화국에서는 김종호의 삶을 소재로 한 장편소설 《아, 조국!》이 창작되었다.
다음은 김종호가 양로원에서 거주할 때 창작한 한시를 언역한 것이다.
짙은 솔밭 그늘아래 늙은 몸 앉아있네
한여름 불볕더위에서도 바람 시원히 불어오고
울창한 숲속 어딘가에서 꾀꼬리 소리 요란한데
 외롭게 혼자있자니 멀리 동지들이 그리워지네

## 참고자료
- 안영기 외 13인 (2003). 〈위인을 따르는 삶에 참애국이 있다 (김종호)〉. 《신념과 의지의 강자들 -  비전향 장기수들의 수기 3》. 평양: 평양출판사.
- 권오헌 (2003년 11월 25일). “다시는 뵈올 수 없게 된 그 인자하신 모습”. 통일뉴스. 2008년 8월 23일에 확인함.